# Normalita (chemie)
Chemická normalita odpovídá počtu chemických ekvivalentů látky i připadajících na 1 l roztoku (příp. počet miliekvivalentů na 1 ml roztoku). Ekvivalent látky i je vlastně označení pro ekvivalentní mol této látky.
eqi představuje objektivně danou část molu látky i, jež je při dané specifické reakci chemicky ekvivalentní 1 molu vodíkových atomů (1eq → 1H).
Tato stechiometrická relace znamená že pro:
- protolytické reakce: 1 eq → 1H+ → 1 OH−
- redoxní reakce: 1 eq → 1e−
- ostatní reakce: 1 eq → 1L+ → 1 L− (ligand)

{\displaystyle eq_{i}={\frac {mol_{i}}{k}}} kde k je celé číslo a znamená počet protonů, elektronů, či ligandů, jež jsou při dané specifické reakci chemicky ekvivalentní 1 molu látky i
Chemické látky nikdy nereagují 1 gram s 1 gramem, občas reagují 1 mol s 1 molem, ale vždy reagují v poměru 1 eq s 1 eq.
Hmotnost ekvivalentu je dána:
{\displaystyle E_{i}={\frac {M_{i}}{k}},g/eq}
Počet ekvivalentních molů je dán:
{\displaystyle \eta _{i}={\frac {m_{i}}{E_{i}}}={\frac {m_{i}}{\tfrac {M_{i}}{k}}}={\frac {m_{i}\cdot k}{M_{i}}}=n_{i}\cdot k}
Vztah mezi molaritou a normalitou:
{\displaystyle N_{i}={\frac {\eta _{i}}{V}}\cdot 10^{3}={\frac {n_{i}\cdot k}{V}}\cdot 10^{3}=C_{i}\cdot k}